# 한옥

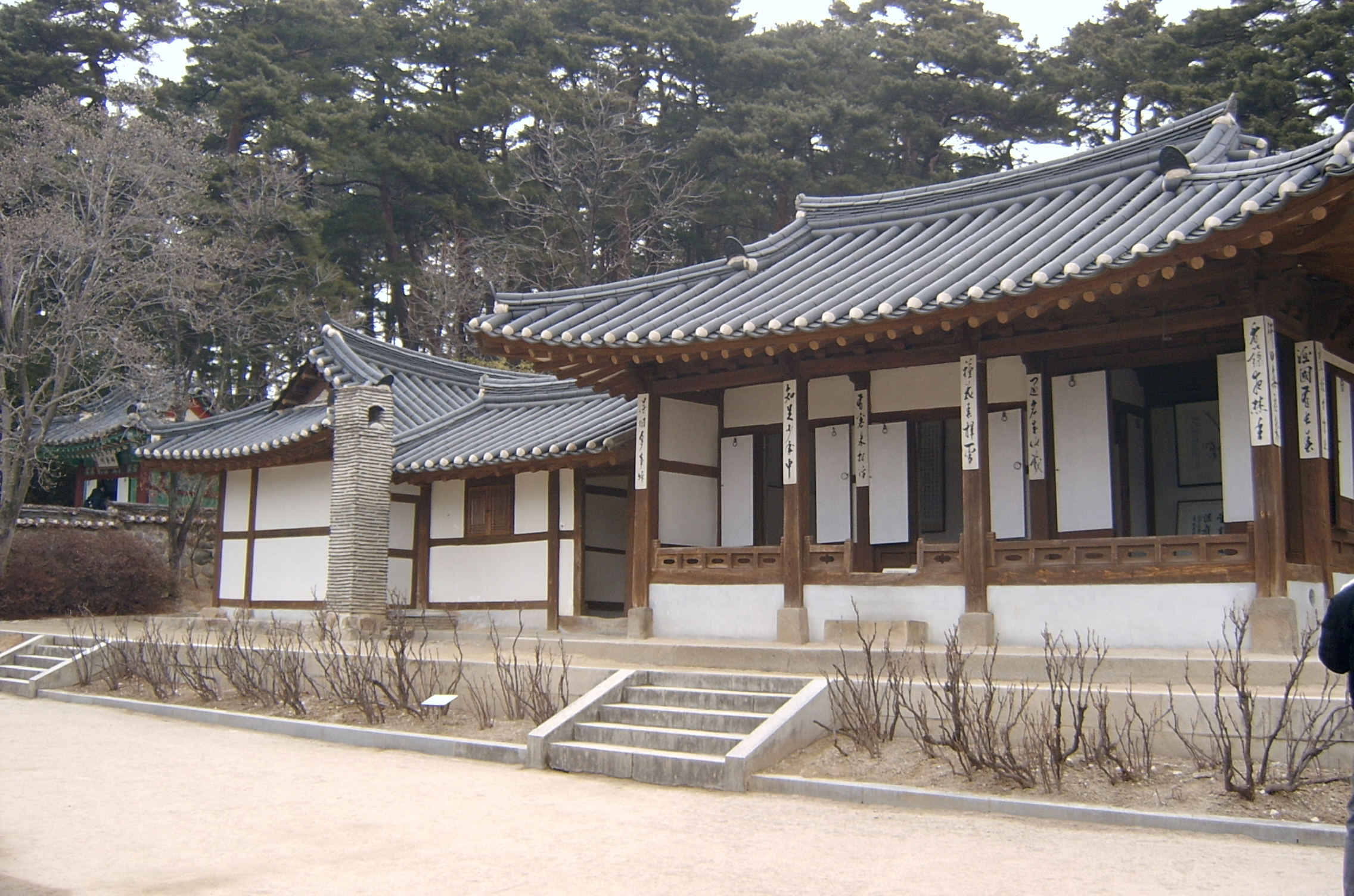
오죽헌

한옥(韓屋)은 전통적 한국 건축 양식을 사용한 재래식 집이다. 조선집(朝鮮-)이라고도 한다.
한옥은 바람의 통로와 물의 위치, 산과 평야와의 거리와 방향, 즉 풍수지리 이론에 근거하며 집의 목적과 거주자의 성향에 따라 매우 다르게 짓는 건축물이기도 하다. 온돌로 방바닥을 데워 추운 겨울을 나고, 마루가 있어 여름을 시원하게 보낼 수 있다. 한국의 전통 건축양식은 다양한 왕조를 거치며 변모해 왔는데 현재 가장 많이 선호되는 양식은 조선왕조의 양식을 주로 따르며, 부분적으로 남북국 시대의 양식이라 보이는 구조와 요소들이 반영되어 있다.

## 역사
한국의 집인 '한옥(韓屋)'은 한반도와 만주를 중심으로 독자적인 발전 과정을 거쳐 왔다.

### 초기

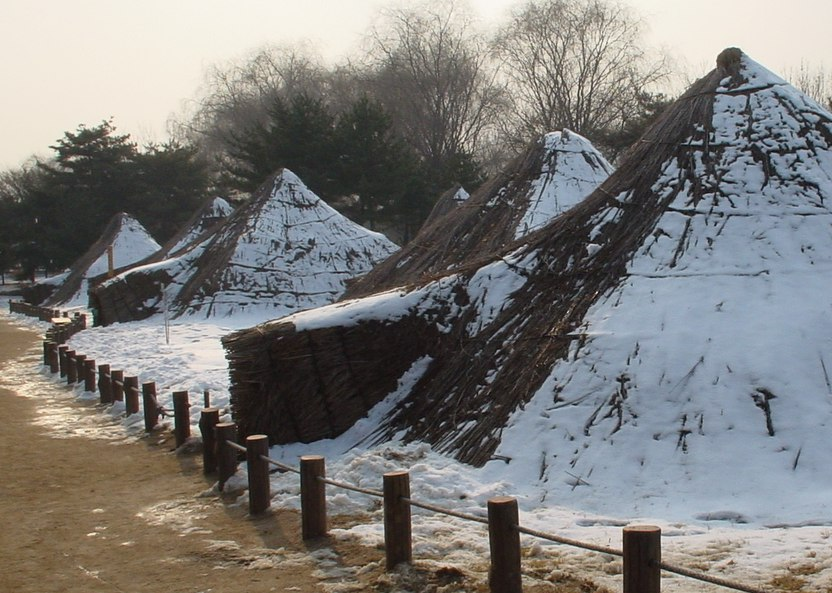
복원된 암사동 신석기 시대 (약 6천 년 전) 막집

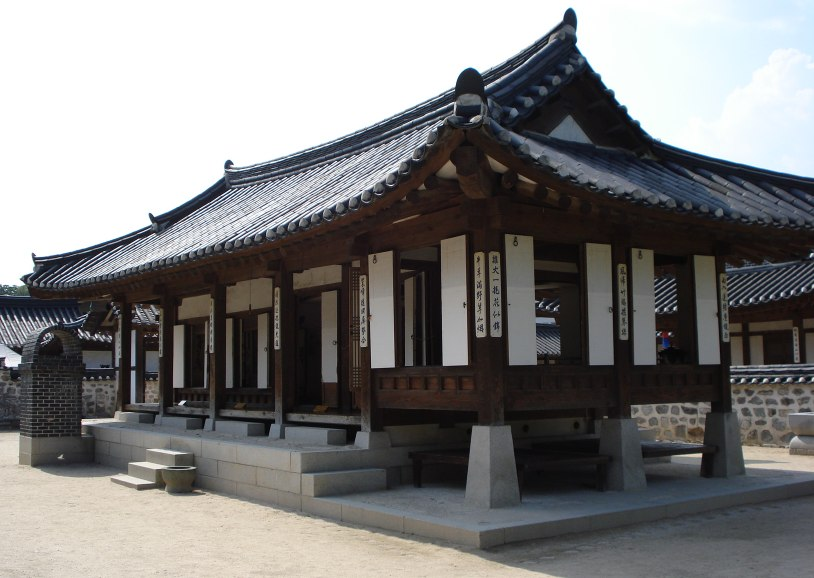
한국의 기와집 - 남산골한옥마을

구석기인들은 막집을 지어 살았다. 신석기시대에 들어 발전한 형태인 움집이 지어졌다. 땅을 얕게 파고 서까래와 기둥이 있는 작은 집을 지은 수혈주거를 중심으로 생활하였다. 서까래와 기둥은 나무, 지붕은 풀을 덮었다.
청동기시대에는, 내부에 여러 개의 기둥을 세운 비교적 넓은 집에서 거주하였으며, 철기시대에는 여기에 구들과 온돌이 더해져 난방기능이 향상되었고 흙을 구운 기와를 지붕에 얹은 기와집이 등장하여 오늘날의 한옥으로까지 이어진다.
이렇게 지하에 땅을 파서 지은 움집은 장마 폭우에 매우 취약하여 차츰 지상건축물로 변화했다. 초기에는 백제 사람들이 큰 나무 위에 집을 지었는데, 이는 기둥을 세우고 허공에 마루를 까는 오두막 집이었다. 그 뒤 고구려 인들이 이주하면서 고구려의 구들과 백제의 마루가 합쳐졌다. 현재 한옥의 특성인 구들과 마루가 합쳐진 형태로 발전하였다. 이렇게 구들과 마루가 합쳐진 것을 한옥의 정형이라고 부르며, 한옥 중에서 구들이나 마루만 있는 것은 원초형 한옥이라고 부른다.

### 일제강점기 이후
일제강점기 이후 기독교의 교파인 성공회는 선교 초기부터 한국 문화의 토양 깊이 뿌리를 내린 교회가 되고자 토착화에 힘썼다. 그래서 한국 건축 양식인 한옥으로 지은 성공회 성당들이 지금도 강화 (강화성당), 진천 (진천성당), 청주 (수동성당) 등에 남아 있다.
일제강점기에는 주가, 조선주택으로 불렸으며 1907년에 한옥이라는 용어에 대한 처음 기록이 있지만 당시 한옥이라는 이름이 널리 쓰이지는 않았다.

### 대한민국

한옥을 본떠만든 공공시설의 모습

1970년대 이후 현대적 건축을 배운 건축가들이 한옥을 구시대의 잔재인 고루한 건축물과 비효율적인 건축으로 인식하고 헐어 없애면서 많은 역사적 가치가 있는 한옥이 많이 사라졌다. 하지만, 2000년대 들어 한옥의 자연친화적 기능과 치유의 효과가 강조되면서 한옥의 가치는 재조명받고 있다. 오늘날에는 환경적인 요인이 원인인 아토피나 천식 등의 병을 고치기 위하여 한옥으로 이사하려는 사람들이 늘고 있다 대한민국에서는 2008년 기준 한옥 건축물의 수가 전체 건축물 대비 0.77% 정도로, 그 수가 적은 편이다.
최근에는 화장실, 행정복지센터와 같은 공공 시설, 심지어는 카페와 같은 사설 기관에도 한옥이나 한옥 모양을 본떠 고풍스러운 분위기를 연출하기도 한다.
대한민국의 일부 철도역의 역사(전주역, 진주역, 홍성역) 한옥으로 지어져있다.

### 북한
개성에는 전통 한옥마을이 그대로 보존되어 있으며 일종의 민속촌 형태의 관광지의 역할을 하기도 한다. 그 주변에는 기와집들이 줄지어 늘어서 있다.
중국 동북 지방에서도 한옥을 볼 수 있는데, 조선족들은 100년 넘도록 고향의 한옥과 같은 집을 지어서 살고 있다.

## 용어
'한옥'이라는 말이 처음으로 나오는 것은 융희 2년(1907년) 4월 23일에 쓴 '가사에 관한 조복문서'인데, 돈의문에서 배재학당에 이르는 정동길 주변을 기록한 약도에서 이 말이 쓰이고 있다. 당시에는 '주가'(住家)나, '제택'(第宅) 등과 같은 용어가 흔히 쓰였는데, 한옥이라는 낱말은 특수한 상황에서 새로이 등장한 건축물을 가리키는 용어와 같은 맥락에서 쓰이고 있다.
일제강점기에는 주택 개량을 논의하면서 '주가'라는 일반적인 이름을 쓰거나, 일본식 영단주택이나 문화주택과 구별하여 '조선주택'(朝鮮住宅) 등의 표현을 썼다. '한옥'이라는 낱말은 1975년 삼성 새우리말 큰사전에 등장하는데, 국어대사전(금성출판사, 1991년), 우리말 큰사전(1993년) 등에서 양옥에 대비되는 개념으로 '조선집' 또는 '한식집' 등의 동의어로 나온다. 1970년대 중반 이후 단지형 주택, 아파트 등에 밀려 일반적으로 한옥이 점차 위축되면서 한국 전통 건축물을 가리키는 이름으로 '한옥'이 공식적으로 통용되기 시작하였다.
넓은 의미의 한옥은 초가집, 너와집, 기와집 등 한국의 전통 건축물들을 포괄하나 한국에서도 대중적 의미의 한옥은 기와집만을 의미하게 되었다.

### 일반적인 한옥의 구조
- 일반적인 한옥에는 대문, 마당, 부엌, 사랑방, 안방, 마루, 외양간, 화장실, 장독대 등이 갖추어져 있다.
- 일반적인 집은 주춧돌, 기둥, 들보, 서까래, 벽, 문, 처마, 지붕 등으로 이루어져 있다.

## 기초 구조
- 기단(基壇) : 빗물이 건물 안으로 들어오지 못하도록 주변보다 높이쌓은 구조물이다. 대체적으로 돌을 이용하여 만들며 궁궐같은 형태에서 기단이 연장된 형태로 월대가 나와있는 경우를 볼 수 있다.
- 주춧돌 : 주춧돌은 기둥으로 받는 무게를 땅에 전하는 돌로 기둥 아래서 지붕을 떠받치고 있다. 주춧돌의 경우 그랭이질이 되어 있어 다른 효과 없이도 주춧돌과 기둥이 매우 잘 건물의 무게를 떠받치게 한다.
- 기둥 : 건물의 몸통을 이루며 지붕을 떠받치고 상부하중을 받아 지면에 전달하여 건물을 기본적으로 지탱하는 기능을 가진다. 단면의 모양에 따라 원기둥(두리기둥)과 각기둥(모기둥)으로 나뉜다. 원기둥의 경우도 그 형태에 따라서 배흘림기둥, 민흘림기둥, 원통형기둥이 있다.
- 공포 : 처마 무게를 기둥에 전달하고 처마를 깊게 해주며, 지붕을 높여주고, 건물을 장식하기 위해 사용된다. 공포의 종류는 크게 주심포식, 다포식, 익공식이 있다. 주심포식은 기둥 상부에만 포를 배치하는 형식이며, 다포식은 주간에 포를 배치하는 형식이다. 익공식은 초익공과 이익공이 있으며 한국에서만 볼 수 있는 독창적인 형식이다. 이름에서처럼 초익공은 날개모양의 공포가 하나있는 형태이고, 이익공은 날개모양이 두개이며 조선 후기에 두드러진다.
- 지붕 : 건물의 비,눈과 햇빛을 막아주는 덮개 역할을 한다. 모양에 따라 맞배지붕, 우진각지붕, 팔작지붕이 있으며 지붕의 형태에 따라 집의 형태를 분류하기도 한다. 기와집의 경우 기와는 수키와 암키와, 수막새와 암막새, 아퀴토등으로 모양을 낸다.
- 대문 : 평대문과 솟을대문이 있다. 솟을대문의 경우 부유층의 집, 궁궐등에서 발견되며 말이나, 가마가 통과할 수 있도록 높이 솟아있는 형태이다. 대문에는 말에서 내리기 위해 노둣돌(下馬石)이 배치되기도 하였다.
- 바닥 : 바닥은 주로 온돌, 마루, 전, 흙 등으로 이루졌다. 마루의 경우 우물마루, 장마루, 골마루가 있으며 우물마루가 가장 일반적인 형태로 두드러지게 나타난다.

## 특성별 분류

### 한옥의 종류

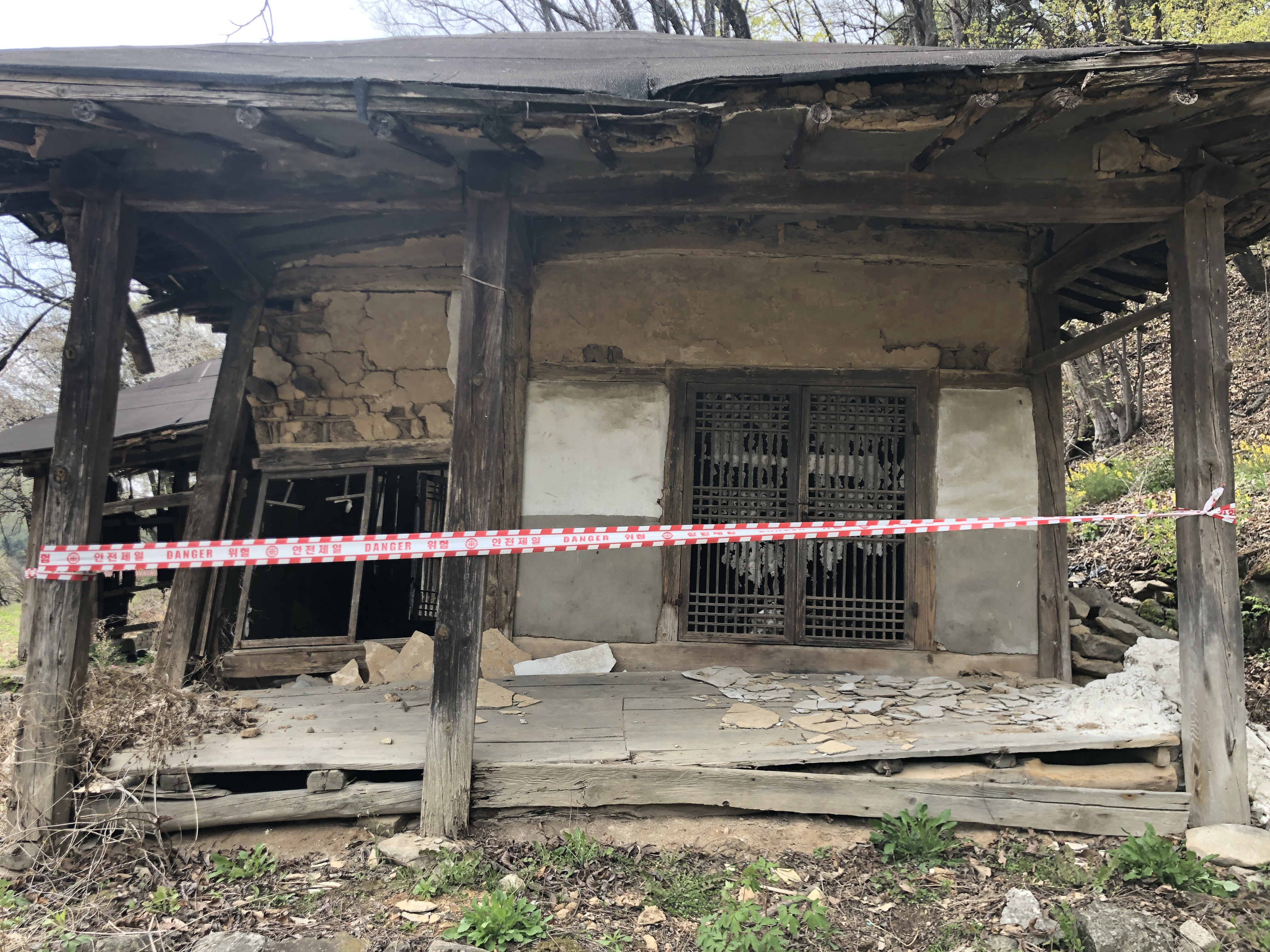
고종 27년(1890) 프랑스인 르메르 신부(Louis Le Merre)가 풍수원성당의 1대 신부로 부임하면서 거주한 한옥. 풍수원 성당 바로 옆에 있다.

- 초가집: 갈대나 볏짚 등을 이용하여 만든 집이다.초가(草家)는 볏짚·밀짚·갈대 등으로 지붕을 이은 집이다. 단열이 잘 되기 때문에 여름에는 시원하고 겨울에는 따뜻하다. 하지만 썩기 쉬워 한두 해마다 바꿔주어야 하는 불편이 따른다. 초가는 선사 시대 집이 생겼을 때부터 짓기 시작해서 20세기 중반까지 한국의 대표적인 서민 주택이었다.
- 기와집: 흙을 다듬어 불에 구워 만든 기와를 사용한 집이다.기와집은 기와로 지붕을 만든 집이다. 보통 찰흙으로 만든 검은색 기와를 많이 썼으나, 신분이 높은 사람이 거주하는 집은 푸른 유약을 발라 만든 청기와로 지붕을 이기도 하였다. 기와는 상당히 비쌌기 때문에, 일반 농민들이 기와집을 짓고 살거나 사기에는 상당히 어려웠다. 기와집은 조선시대의 유교의 영향 때문에 남자와 여자가 생활하는 공간이 철저히 구분되어있다
- 너와집: 지붕을 붉은 소나무 껍질을 모아 만든 집이다. 너와집은 와 지붕 전통 집  예전에 화전민이 사용했던 집으로, 맑은 날은 지붕 재료가 수축하여 통풍이 잘되고, 비오는 날은 습기를 빨아들여 빗물이 새는 것을 막는다.  지금은 보기가 힘들어졌다.원래 함경도 산촌에서 발달한 가옥 형태이다. 건조한 겨울에 너와의 틈새로 집안 온기가 빠져나가는 단점이 있다.
- 귀틀집: .귀틀집은 큰 통나무를 정(井)자 모양으로 층층에 맞추어 얹고 그 틈을 흙으로 메워 지은 집이다.

### 형태
- 날개집: 집채 좌우로 붙어 있는 곁채를 뜻한다.
- '정'자집: 지붕의 지붕마루가 '丁' 자 모양인 집을 뜻한다.
- 'ㄷ'자집: 건물 평면이 'ㄷ' 자인 집을 뜻한다.
- '一'자집: 통풍이 유리하도록 'ㅡ' 모양으로 만든 집으로 남부 지방에서 많이 쓰였다.
- 'ㄱ'자집: 통풍이 중간정도 되도록 만든 집으로 중부 지방에서 많이 쓰였다.
- 'ㅁ'자집: 보온 효과를 높이고 통풍을 막으려고 'ㅁ' 모양으로 지은 집으로 북부 지방에서 많이 쓰였다.

### 지붕
- 팔작집: 용마루 부분이 삼각형을 이루는 지붕 모양새이다.
- 박공지붕(맞배지붕): 지붕의 양면이 마주치는 모양의 지붕으로 측면이 개방된 모양새이다.
- 우진각: 네 개의 추녀마루가 동마루에 맞물려 있는 모양새이다.
- 사각지붕: 추녀마루가 지붕 가운데로 몰린 모양새이다.
- 다각집: 추녀의 마루가 여러 가지로 된 모양새이다.
- 육모정: 여섯 개의 기둥으로 여섯 모가 난 모양새이다.

## 변형

### 지역별
한옥의 형태는 지역에 따라 다르다. 한반도의 남부지방은 따뜻한 날씨로 방을 일직선으로 배열해 한옥을 지었다. 또한, 개방형의 건축형태와 나무로 만든 마룻바닥과 많은 창을 내어 개방적인 형태로 집을 지었다.

## 대표적인 한옥마을

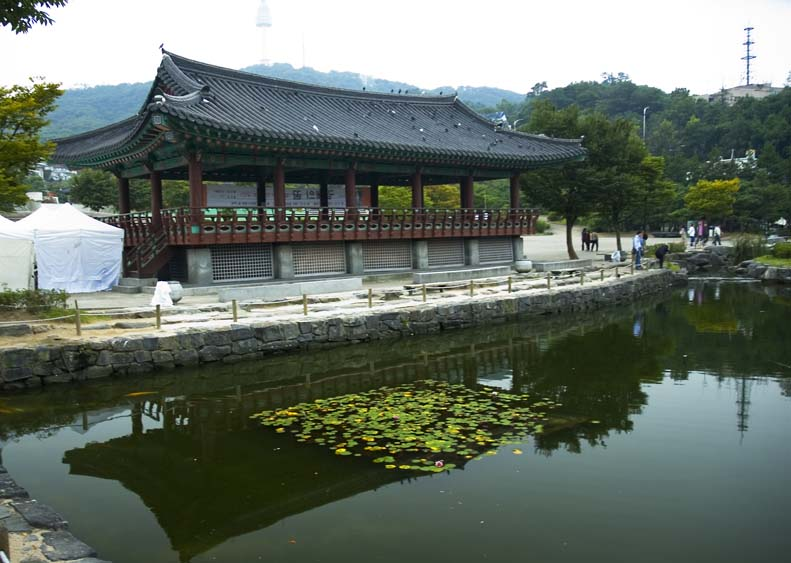
서울 남산골한옥마을

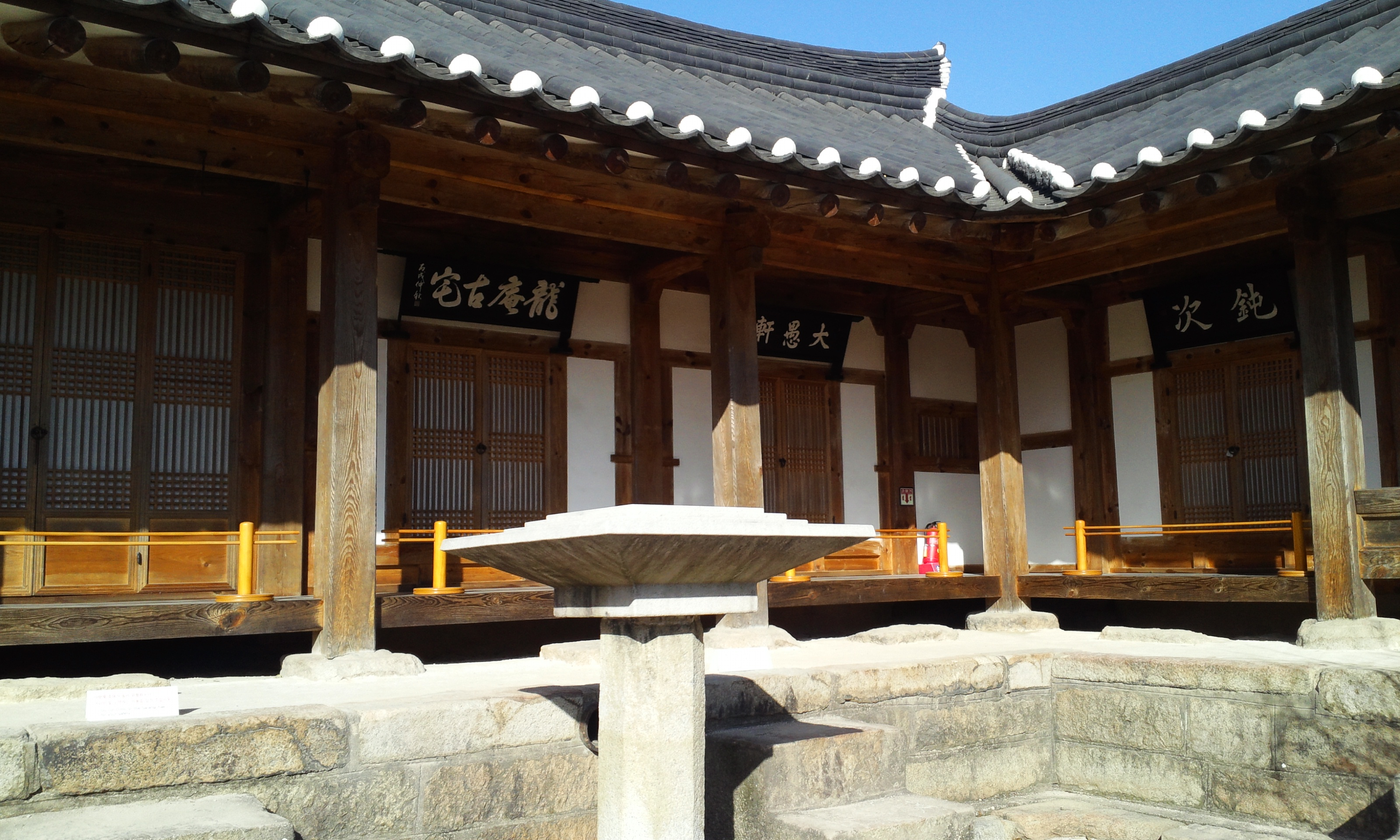
경주 교촌마을

- 강원도 강릉선교장
- 강원도 고성 왕곡마을
- 강원도 삼척 너와마을
- 강원도 영월 우구정
- 강원도 영월 주천고택 조견당
- 경상남도 산청군 남사예담촌
- 경북 안동 하회마을
- 경북 경주 교촌마을
- 경북 경주 양동마을
- 경북 성주군 한개마을
- 경북 안동시 천전마을
- 경북 안동 도암 종택
- 경북 안동 지례예술촌
- 경북 안동 군자마을
- 경북 의성 소우당 고택
- 경북 영양군 두들마을
- 경북 영양 감천마을
- 경북 영주 괴헌고택
- 경북 봉화 거촌2리
- 경북 봉화 송석헌 고택
- 서울 남산골한옥마을
- 서울 북촌 한옥마을
- 전남 강진 칠량면 벽송리, 동백리
- 전남 구례 쌍산재
- 전남 구례 오미마을
- 전남 나주 도래마을
- 전남 나주 박경중 가옥
- 전남 나주 다시면 임씨 대종가
- 전남 나주 신광행복마을
- 전남 담양 삼지천마을
- 전남 보성 강골마을
- 전남 보성 옥정 고택
- 전남 순천 낙안읍성
- 전남 순천 구산마을
- 전남 승주 조순탁 가옥
- 전남 영암 구림한옥마을
- 전남 영암 영보마을
- 전남 영암 광암마을
- 전남 장흥군 김남희 가옥
- 전남 장흥 관산읍 위성탁 가옥
- 전남 장흥 방촌
- 전남 장흥 수문한옥마을
- 전남 함평군 장기종 가옥
- 전남 해남 무선동마을
- 전남 해남 백포
- 전북 전주 한옥마을
- 전북 정읍 김명관 고택
- 충남 아산 외암마을
- 충남 논산 명재고택
- 충남 홍성 조응식 가옥
- 충북 보은 선병국 가옥
- 충북 괴산군 청천리고가
- 경남 진주 승산마을

## 한옥과 외국인
현재는 한국이 외국에 많이 알려지면서 한옥에 사는 외국인들도 늘어나고 있는 추세이며, 미국, 캐나다 사람들도 한옥에 살기도 한다.
최근 몇 년 사이에는 한옥으로 이루어진 마을, 혹은 한옥에서 외국인들이 한옥체험하는 활동과 한옥마을 관광도 이루어진다. 또한, 한옥체험 활동 중에 한국음식을 체험하는 활동도 포함이 되기도 한다. 먹기도 하고, 직접 만들어 보는 시간을 갖기도 한다.

## 사진첩

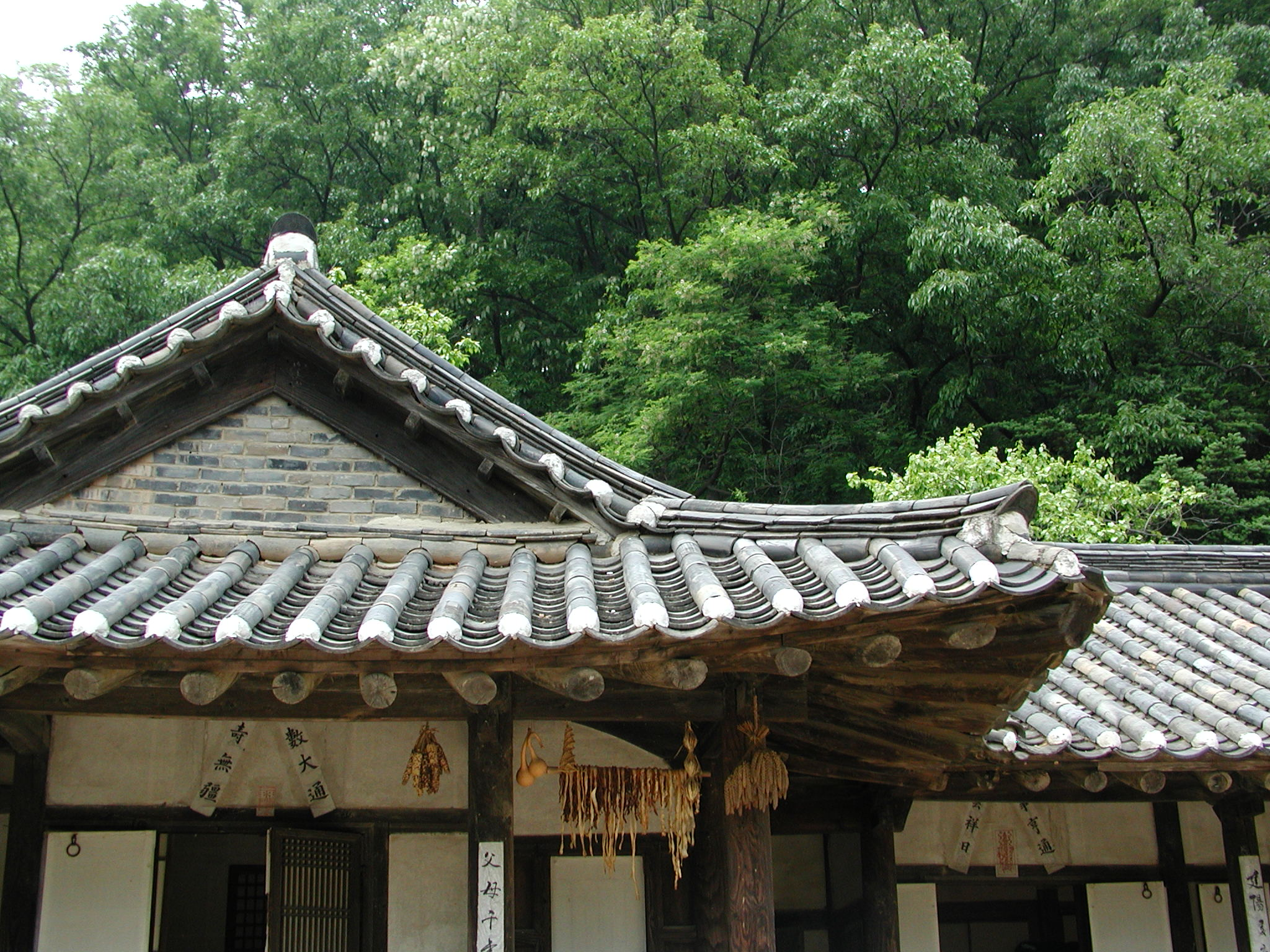
민속촌의 기와집
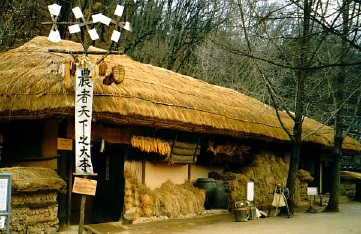
민속촌의 초가집
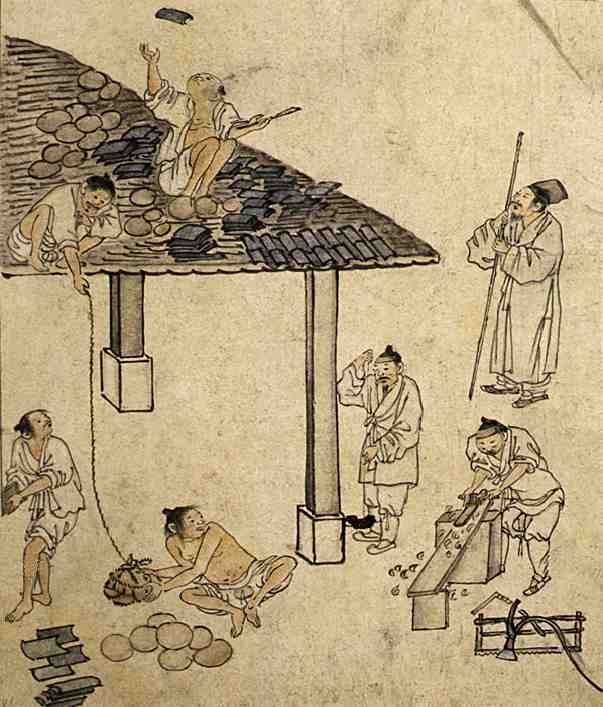
기와 올리기

## 같이 보기
- 온돌
- 대청
- 사랑방